# Amphipsylla germani
Amphipsylla germani är en loppart som beskrevs av Emelyanova et Lyetova 1963. Amphipsylla germani ingår i släktet Amphipsylla och familjen smågnagarloppor. Inga underarter finns listade i Catalogue of Life.